# Синагога (Виноградів)
Виногра́дівська синаго́га — хоральна синагога ортодоксальної громади євреїв у місті Виноградів Закарпатської області. Розташована на вулиці Братів Зейканів, 12.

## Історія

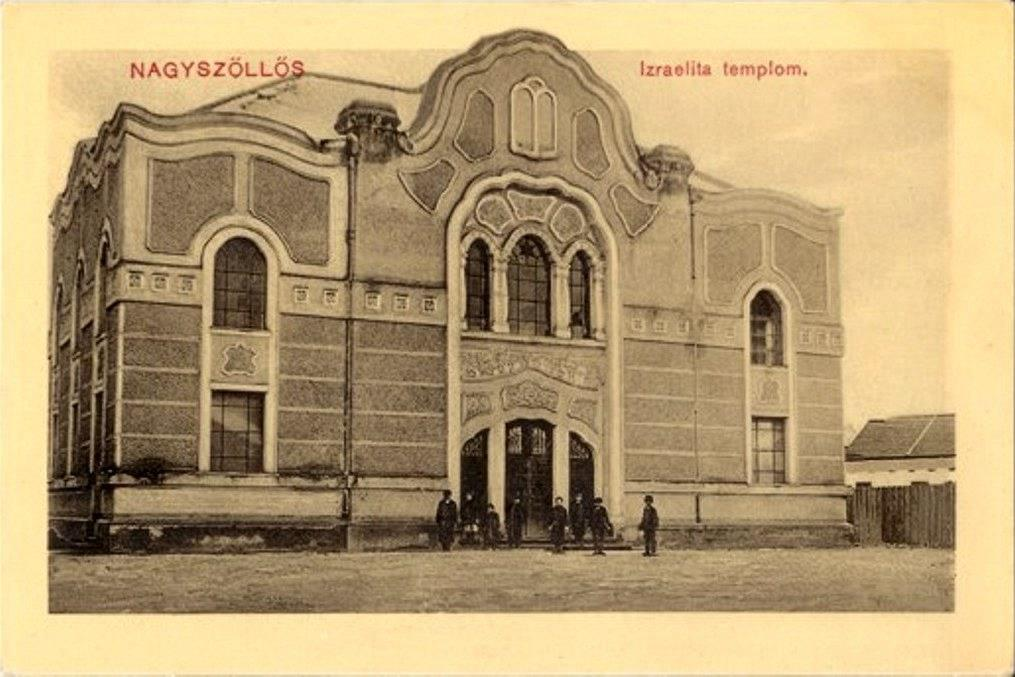
Синагога на поштовій листівці початку XX століття

Будівля першої синагоги збудована 1874 року. На той час в одному місці існували дві синагоги — ортодоксальних євреїв та хасидів. Ініціював будівництво тодішній рабин Клайн. Ті будівлі розміщуються позаду головної споруди, збудованої 1905 року.
Під час угорської окупації та здійснення Голокосту територія синагоги входила до єврейського гетто.
У радянський період у будівлі розміщувалася дитячо-юнацька спортивна школа. Фасад синагоги втратив основні архітектурні елементи, притаманні єврейським культовим спорудам; внаслідок перебудов знищено фігурний дах, а вікна набули прямокутної форми й були заґратовані.
З 2012 року в синагозі проводилися реставраційні роботи з відновлення зовнішнього вигляду споруди відповідно до старих листівок. 2016 року уряд Угорщини виділив на проєкт 45 тисяч євро. Через малочисельність єврейської громади у Виноградові синагога перебуває в муніципальній власності.

## Архітектура
Синагога зведена у незвичному для ортодоксальних єврейських громад стилі з елементами модерну. Будівля має Т-подібну форму.
Ширша частина, де міститься вхід, виходить зовні на вулицю. У вужчій частині розміщена молитовня. Біма обмежена низькими перилами, над нею встановлено люстру. Арон га-Кодеш, увінчаний скрижалями Закону Божого, мав форму дверей. Над скрижалями розміщувалося бичаче око, обрамлене хвилеподібними променями, що пропускали світло.
Головний фасад синагоги прикрашений складними ліпними елементами й фігурними карнизами. Вікна фільончасті. У центральному вікні фасаду розміщено Зірку Давида, а верхній фігурний фронтон містить Скрижалі Заповіту.

Інтер'єр синагоги на листівках початку XX століття
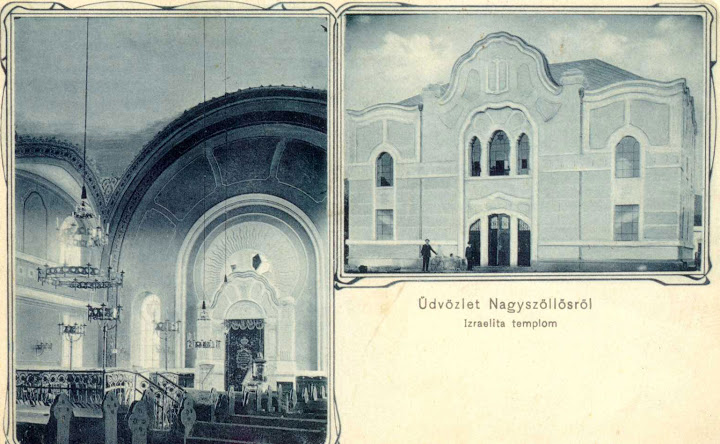
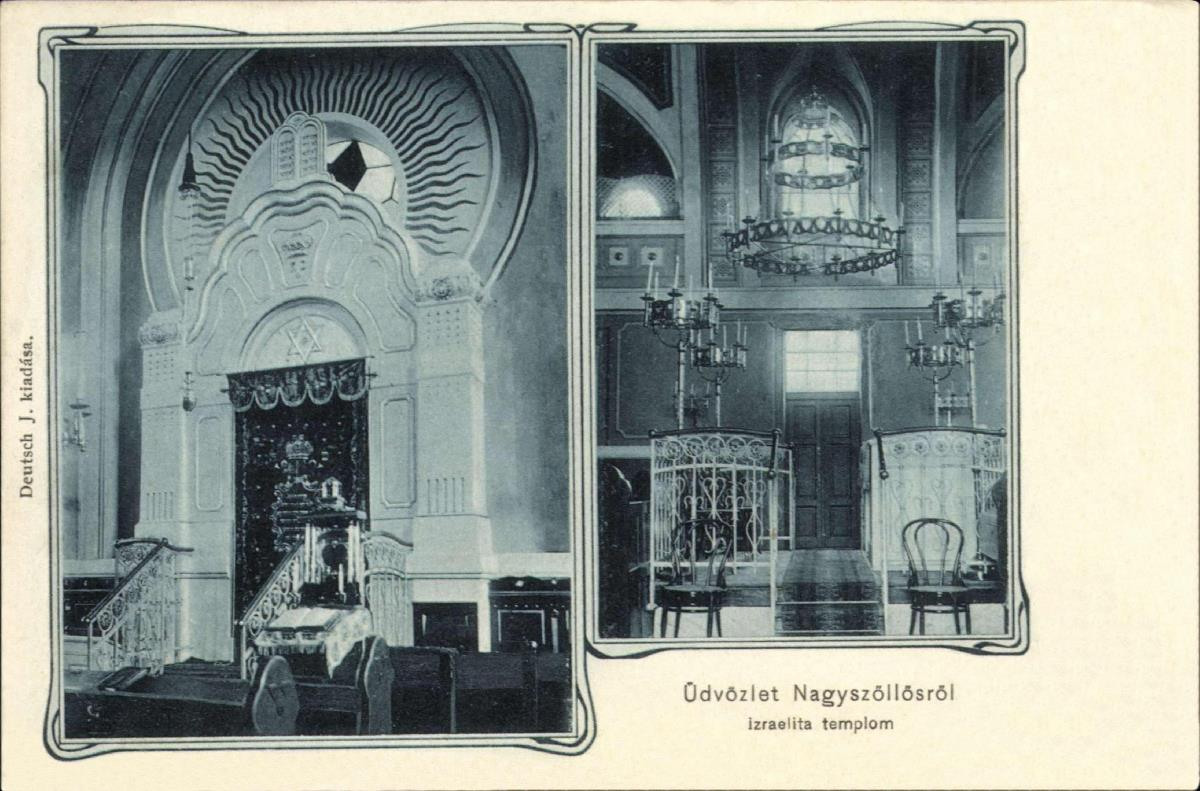